# Ivan Hitrec
Ivan „Ico” Hitrec (serb. Иван „Ицо” Хитрец, ur. 13 kwietnia 1911 w Zagrzebiu, zm. 11 października 1946 tamże) – jugosłowiański piłkarz narodowości chorwackiej występujący na pozycji pomocnika lub napastnika, reprezentant Jugosławii w latach 1929–1939, trener piłkarski.

## Kariera
Uważany przez wielu za najlepszego chorwackiego piłkarza przed II wojną światową. Ten zawodnik występujący głównie na pozycji środkowego ofensywnego pomocnika, uzyskał dużą rozpoznawalność kiedy strzelił dwie bramki Ricardo Zamorze w meczu z Hiszpanią w Zagrzebiu w 1933 roku. Sztuki tej dokonał także w rewanżowym spotkaniu w Madrycie. Po tym wydarzeniu jako jeden z pierwszych chorwackich zawodników, mógł zagrać zagranicą, w szwajcarskim zespole Grasshopper Club, a Kicker, w tym czasie jeden z najbardziej prestiżowych periodyków piłkarskich, wybrał go do jedenastki najlepszych piłkarzy Europy. Hitrec występował także w reprezentacji Królestwa Jugosławii, dla której rozegrał 14 meczów, zdobywając 9 goli.

## Styl gry
Hitrec dysponował silnym i precyzyjnym strzałem z rzutu wolnego. Był często cytowany z powodu wypowiedzi, której udzielił na temat strzelania rzutów karnych. Stwierdził, że nie lubi ich wykonywać, ponieważ 11 metrów od bramki jest zbyt bliską odległością i nie może się skupić na oddaniu skutecznego uderzenia. Był także niezwykle szybkim piłkarzem, w biegu na 100 metrów osiągał wynik 12 sekund, co w tamtych czasach było znakomitym wyczynem - najszybszy w tym czasie sprinter Jesse Owens najlepszy wynik osiągnął z czasem 10,30 sekundy.

## Życie prywatne
Hitrec pracował jako technik w biurze w Zagrzebiu przy ul. Gundulićeva. W czasie II wojny światowej był zwolennikiem faszystowskiego reżimu Ante Pavelicia. Jego imieniem została nazwana akademia piłkarska klubu Dinamo Zagrzeb.